# دانيال أودونيل
دانيال أودونيل (بالإنجليزية: Daniel O'Donnell)‏ هو مغني أيرلندي، ولد في 12 ديسمبر 1961 في Kincasslagh ‏ في جمهورية أيرلندا.

## وصلات خارجية
- الموقع الرسمي
- دانيال أودونيل على موقع IMDb (الإنجليزية)
- دانيال أودونيل على موقع ميوزك برينز (الإنجليزية)
- دانيال أودونيل على موقع أول ميوزيك (الإنجليزية)
- دانيال أودونيل على موقع ديسكوغز (الإنجليزية)
- دانيال أودونيل على موقع قاعدة بيانات الفيلم (الإنجليزية)